# Variable estorbo
Dentro de la teoría de procesos estocásticos de la teoría de probabilidad y estadística, una 'variable estorbo' es una variable aleatoria, que es fundamental para el modelo probabilístico, pero que no es de interés particular en sí misma o que ya no es de interés: un tal uso se plantea en la ecuación de Chapman-Kolmogorov. Por ejemplo, en un modelo de estocástico se puede definir conceptualmente el uso de variables intermedias que no se observan en la práctica. Si el problema es obtener las propiedades teóricas, como la media, variación y covariación de las cantidades que se observan, las variables intermedias son variables estorbo.
El término relacionado factor de estorbo se ha utilizado en el contexto de los experimentos de bloques, donde los términos del modelo que representan medios-bloque, a menudo llamados "factores", no son de interés. Muchos enfoques para el análisis de estos experimentos, en particular cuando el diseño experimental está sujeto a la aleatorización, trata estos factores como variables aleatorias. Más recientemente, la variable "estorbo" ha sido utilizada en el mismo contexto.
La variable "estorbo" se ha utilizado en el contexto de las encuestas estadísticas que se refieren a la información que no es de interés directo, sino que debe ser tenida en cuenta en un análisis.
En el contexto de modelos estocásticos, el tratamiento de las variables "estorbo" no implica necesariamente un trabajo conjunto con la distribución completa de todas las variables aleatorias en cuestión, aunque éste podría ser un enfoque. En cambio, un análisis puede procesar directamente las cantidades que interesen.
El término variable estorbo a veces también se utiliza en contextos más generales, simplemente para que designe a las variables que están marginadas al buscar la distribución marginal. En particular, el término puede ser utilizado, a veces, en el contexto del análisis bayesiano como una alternativa al "parámetro estorbo", ya que la estadística bayesiana permite a los parámetros ser tratados como si tuvieran distribuciones de probabilidad. No obstante, eso se evita ya que el término "parámetro estorbo" tiene un significado específico en la teoría estadística